# Alfred Amstad

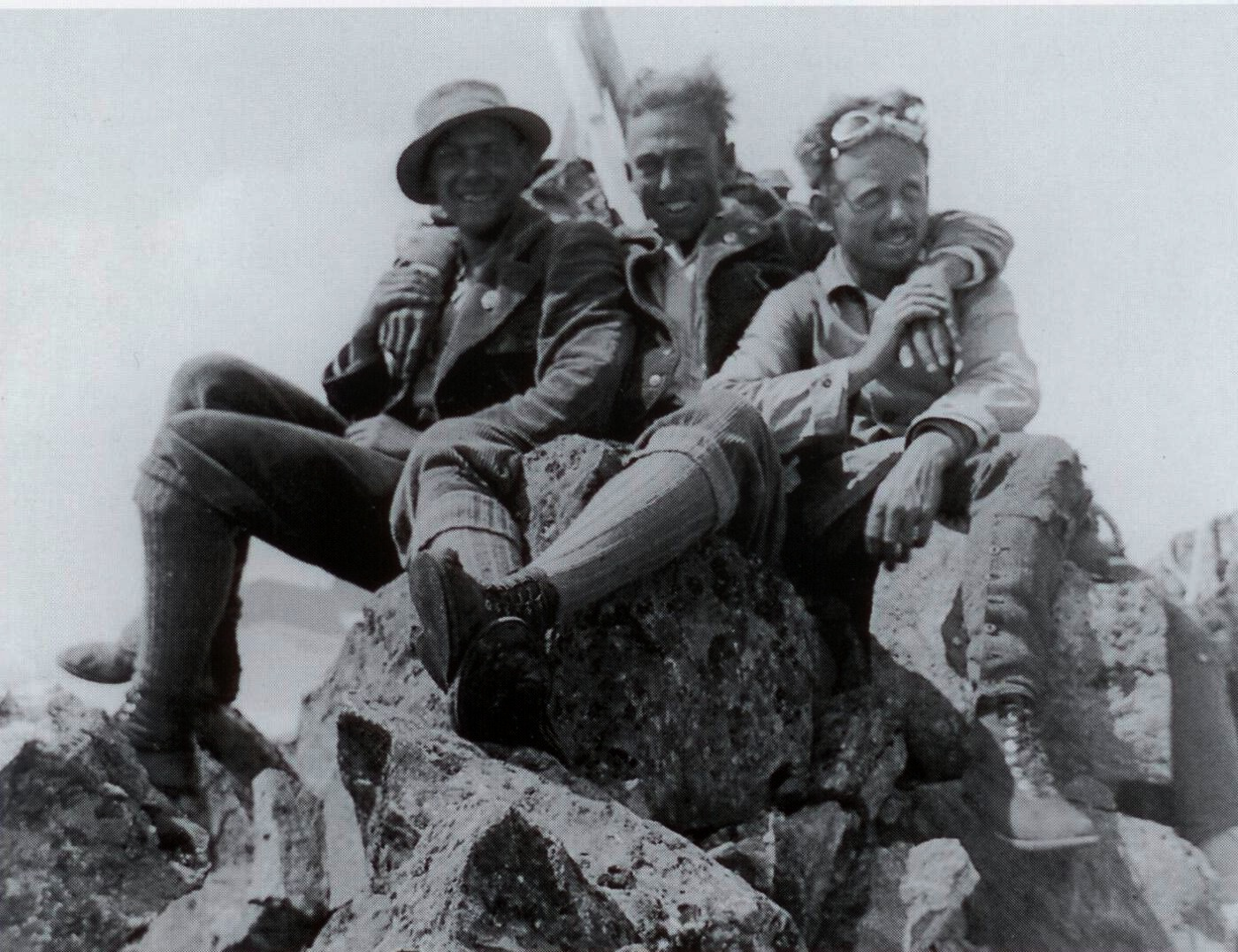
Alfred Amstad (Mitte) zusammen Guido Masetto (links) und Otto Amstad am 16. Aug. 1935 auf dem Gipfel des Salbitschijen nach der Erstbegehung des Südgrats

Alfred Amstad (* 31. Mai 1912 in Beckenried; † 11. Juli 1973 in Zürich) war ein Schweizer Bergsteiger und Erstbegeher klassischer Routen in den Urner Alpen.

## Alpinismus
Alfred Amstad bildete in den Dreissiger- und Vierzigerjahren mit seinem Bruder Otto Amstad, Guido Masetto und ab 1937 auch Hans Flachsmann eine starke Seilschaft, der die Erstbegehung von über 40 teilweise noch heute klassischer Routen in den Urner Alpen gelang. Sie waren frühe Anhänger des Freikletterns und verwendeten nur wenige Felshaken. Ihre bekannteste Route ist der Südgrat des Salbitschijen, der als eine der schönsten Gratrouten der Alpen gilt. Alfred war der stärkste Kletterer der Seilschaft. Die Schlüsselstelle am Salbitschijen-Südgrat im unteren fünften UIAA-Schwierigkeitsgrad meisterte er beispielsweise mit nur zwei Haken. Amstad war Mitglied in der Sektion Uto (Zürich) des Schweizer Alpen-Clubs, wo er sich unter anderem als Tourenleiter und von 1953 bis 1958 als Vorstandsmitglied engagierte. Er betätigte sich auch als Bergfotograf und präsentierte seine Werke in Vorträgen und Publikationen einem breiten Publikum.

## Privatleben
Amstad verbrachte seine Kindheit mehrheitlich in Zürich und wohnte später im Ortsteil Zollikerberg der Gemeinde Zollikon. Er heiratete 1941 und hatte zwei Söhne sowie eine Tochter. Nach kurzer Krankheit verstarb er am 11. Juli 1973 in Zürich.

## Wichtige Erstbegehungen (Auswahl)
- 1935, 7.8. Hoch Seewen Südgrat[6]
- 1935, 11.8. Krönten Südturm[7]
- 1935, 16.8. Salbitschijen Südgrat[8]
- 1935, 20.8. Hinter Feldschijen Ostkante[9]
- 1935, 21.8. Winterstock Westgipfel Südwand[10]
- 1935, 23.8. Schneestock (Dammagruppe) Ostkante[11]
- 1938, 15.5. Vorderer Seewenstock Südostpfeiler[12]

## Publikationen von Alfred Amstad (Auswahl)
- La première ascension de la crête est du Schneestock, 3611 mètres. In: Die Alpen. Monatsschrift des Schweizer Alpenclub. 12. Jahrgang, 1936, S. 238–240.
- La première ascension de la crête sud du Salbitschyn, 2989 mètres. In: Die Alpen. Monatsschrift des Schweizer Alpenclub. 12. Jahrgang, 1936, S. 352–357.
- La Krönte par le Südturm. In: Die Alpen. Monatsschrift des Schweizer Alpenclub. 13. Jahrgang, 1937, S. 398–400.
- Varappes autour d'Engelberg. I. Crête est du Lauchernstock (2642 m.). In: Die Alpen. Monatsschrift des Schweizer Alpenclub. 14. Jahrgang, 1938, S. 275–277.
- Varappes autour d'Engelberg. II. La paroi sud de la Bargeln, 2670 m. In: Die Alpen. Monatsschrift des Schweizer Alpenclub. 15. Jahrgang, 1939, S. 84–87.
- Varappes autour d'Engelberg. III. In: Die Alpen. Monatsschrift des Schweizer Alpenclub. 15. Jahrgang, 1939, S. 322–324.
- Der Akademikerweg am Bifertenstock (3426 m). In: Die Alpen. Monatsschrift des Schweizer Alpenclub. 18. Jahrgang, 1942, S. 316–319.
- Grigna. Von kleinen Bergen, grossen Schwierigkeiten und allerlei Nachdenklichem. In: Die Alpen. Monatsschrift des Schweizer Alpenclub. 21. Jahrgang, 1945, S. 132–137.